# Explorador de Conexión Ionosférica
El Explorador de Conexión Ionosférica (en inglés: Ionospheric Connection Explorer [ICON]) es un satélite diseñado para investigar los cambios en la ionosfera de la Tierra. Su lanzamiento se realizó el 11 de octubre de 2019 formando parte del programa Explorers (tipo MIDEX, de bajo presupuesto) de la NASA y es controlado por el Space Sciences Laboratory de la Universidad de California en Berkeley. Las misiones espaciales TIMED e Imager for Magnetopause-to-Aurora Global Exploration (IMAGE) demostraron que la ionosfera también está influenciada por la meteorología terrestre. El objetivo de ICON será estudiar la interacción entre los sistemas meteorológicos de la Tierra y el clima espacial proyectado por el Sol, y cómo esta interacción genera turbulencias en la atmósfera superior. Con este conocimiento se espera obtener una mejor comprensión de esta dinámica que mitigue sus efectos sobre las telecomunicaciones, las señales GPS y la tecnología en general.
En septiembre de 2011 la misión fue seleccionada entre 22 propuestas presentadas previamente en febrero del mismo año. El 12 de abril de 2013, la NASA anunció que la misión ICON, junto con la Global-scale Observations of the Limb and Disk (GOLD), fueron seleccionadas para su puesta en funcionamiento estimándose un presupuesto inicial de 200 millones de dólares, sin los gastos de lanzamiento. El investigador principal del proyecto ICON es Thomas Immel en la Universidad de California en Berkeley.

## Concepto de misión
La misión de ICON, una vez puesta en el espacio, será observar las condiciones tanto en la termosfera como en la ionosfera durante un periodo de dos años. Los instrumentos con los que realizará su trabajo son los siguientes:
- Un interferómetro de Michelson (interferómetro de Michelson para imágenes termosféricas globales de alta resolución), construido por el Laboratorio de Investigación Naval de Estados Unidos, mide la temperatura y los vientos de la termosfera. La velocidad del viento se mide entre 90 y 300 km de altitud durante el día y entre 90 y 105 km por una parte y entre 200 y 300 km por la otra durante la noche. Estas medidas se realizan con una resolución horizontal de 500 km. La temperatura se mide entre 90 y 105 km.[11]

- Un sistema de medición de velocidad del ion, construido por UT Dallas, que medirá la velocidad, la temperatura y la densidad de los iones en las proximidades del satélite. Se deriva del instrumento CINDI instalado en el satélite C/NOFS.[12]

- El telescopio lector de imágenes ultravioletas EUV (Extreme Ultra-Violet) construido en la Universidad de California en Berkeley, que medirá la altura y la densidad de la ionosfera, la termosfera y la composición. Se deriva del instrumento SPEAR llevado por el satélite STAT-1.[13]

- El telescopio lector de imágenes ultravioleta FUV (Far Ultra-Violet) construido en la Universidad de California en Berkeley, medirá la composición de la atmósfera diurna de la Tierra y la luminiscencia nocturna. Se deriva del instrumento FUV integrado en el satélite IMAGE.[14]

## Características técnicas
ICON es un satélite de 300 kg basado en una plataforma LEOStar-2 desarrollada por Orbital Sciences que ya ha sido utilizada para varias misiones científicas, incluida NuSTAR. Tiene paneles solares desplegables que proporcionan entre 400 y 500 vatios.